# Pädagogische Soziologie

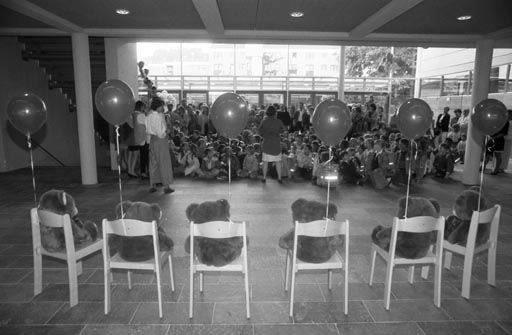
Kindgerechter Abbau von Schwellenängsten. Teddybären empfangen Schüler am Ersten Schultag

Die Pädagogische Soziologie ist eine Teildisziplin der Pädagogik und der Soziologie, die sich auf die theoretische Erfassung (und weniger die empirische Erforschung) gesellschaftlicher Grundlagen der Erziehung bezieht.
Der Forschungsgegenstand der Pädagogischen Soziologie ist der Mensch im sozialen Verbund und als sozial Handelnder in jeglicher Art erzieherischer Situation, immer betrachtet in Wechselwirkung mit der sich ständig ändernden Gesamtgesellschaft. Die Forschung interessiert sich vor allem für jene Bereiche der Erziehungswirklichkeit, die der besonderen Einflussnahme durch Erwartungen und Normen der Gesellschaft ausgesetzt sind bzw. von einzelnen Institutionen oder Gruppen (z. B. Schule oder Familie) eingefordert werden (im Sinne eines erzieherischen Sozialgeschehens).
In ihrer Entwicklung in der ersten Hälfte des 20. Jahrhunderts (vor allem in den 1920er Jahren während der Weimarer Republik) war die Pädagogische Soziologie besonders auf Fragen der Schule und des Lehrer-Schüler-Verhältnisses konzentriert und verstand wie die damalige Sozialpädagogik Erziehung als Sozialerziehung; vielfach war sie Lehrfach an den Pädagogischen Hochschulen.
In neueren Publikationen wird die Pädagogische Soziologie gelegentlich auch Soziologie der Erziehung (Erziehungssoziologie) oder Soziologie der Bildung (Bildungssoziologie) genannt.

Im engeren Sinne steht die Pädagogische Soziologie methodologisch allerdings in Kontrast zur Erziehungssoziologie, da die Pädagogische Soziologie mehr von erziehungswissenschaftlicher Seite mit einem praktischen und kritischen Erkenntnisinteresse betrieben wird, während sich die Erziehungssoziologie als beschreibende und erklärende Disziplin stärker dem empirischen Wissenschaftsverständnis der soziologischen Forschung unterordnet.